# Stephenson County
Das Stephenson County ist ein County im US-amerikanischen Bundesstaat Illinois. Im Jahr 2010 hatte das County 47.711 Einwohner und eine Bevölkerungsdichte von 32,6 Einwohnern pro Quadratkilometer. Der Verwaltungssitz (County Seat) ist Freeport.

## Geografie
Das County liegt im äußersten Norden von Illinois an der Grenze zu Wisconsin und hat eine Fläche von 1463 Quadratkilometern, wovon ein Quadratkilometer Wasserfläche ist. Es grenzt an folgende Nachbarcountys:
| Lafayette County (Wisconsin) | Green County (Wisconsin)                    |                  |
| Jo Daviess County            | Kompassrose, die auf Nachbargemeinden zeigt | Winnebago County |
| Carroll County               |                                             | Ogle County      |

## Verkehr
Durch das Stephenson County führt in West-Ost-Richtung der U.S. Highway 20, der die kürzeste Verbindung von Dubuque in Iowa nach Rockford und Chicago bildet. Der Highway 20 ist gleichzeitig die nördliche Umgehungsstraße von Freeport. Die Illinois State Routs 26, 73 und 75 führen durch das County. Alle weiteren Straßen sind County Roads und weiter untergeordnete und zum Teil unbefestigte Fahrwege.
Parallel zum U.S. Highway 20 verläuft eine Eisenbahnlinie der Canadian National Railway, die von Chicago nach Westen führt.
Der Albertus Airport liegt 7,5 km südöstlich der Stadt Freeport.

## Geschichte
Das Stephenson County wurde am 4. März 1837 aus Teilen den Jo Daviess County und Winnebago County gebildet. Benannt wurde es nach Benjamin Stephenson (1769–1822), einem frühen Pionier, Politiker und späterem Colonel der territorialen Miliz.

## Demografische Daten

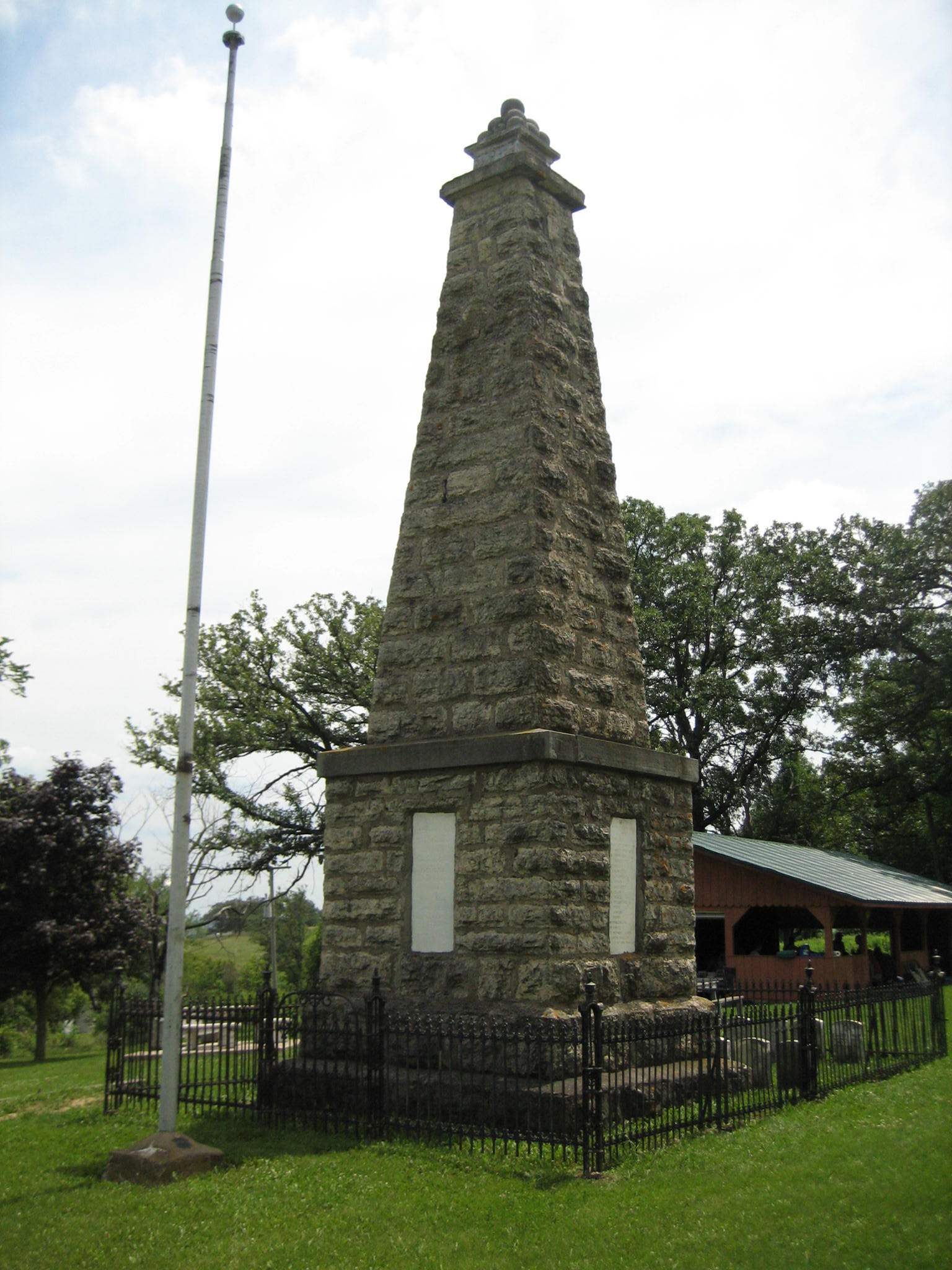
Kellogg’s Grove, gelistet im NRHP Nr. 78001191

Nach der Volkszählung im Jahr 2010 lebten im Stephenson County 47.711 Menschen in 19.645 Haushalten. Die Bevölkerungsdichte betrug 32,6 Einwohner pro Quadratkilometer. In den 19.645 Haushalten lebten statistisch je 2,40 Personen.
Ethnisch betrachtet setzte sich die Bevölkerung zusammen aus 86,5 Prozent Weißen, 9,0 Prozent Afroamerikanern, 0,2 Prozent amerikanischen Ureinwohnern, 0,6 Prozent Asiaten sowie aus anderen ethnischen Gruppen; 2,5 Prozent stammten von zwei oder mehr Ethnien ab. Unabhängig von der ethnischen Zugehörigkeit waren 2,9 Prozent der Bevölkerung spanischer oder lateinamerikanischer Abstammung.
22,7 Prozent der Bevölkerung waren unter 18 Jahre alt, 58,5 Prozent waren zwischen 18 und 64 und 18,8 Prozent waren 65 Jahre oder älter. 51,5 Prozent der Bevölkerung war weiblich.

Das jährliche Durchschnittseinkommen eines Haushalts lag bei 43.304 USD. Das Prokopfeinkommen betrug 22.608 USD. 14,8 Prozent der Einwohner lebten unterhalb der Armutsgrenze.

## Ortschaften im Stephenson County
City
- Freeport

Villages
| - Cedarville - Dakota - Davis - German Valley | - Lena - Orangeville - Pearl City - Ridott | - Rock City - Winslow |

Census-designated place (CDP)
- Lake Summerset  1

Andere Unincorporated Communities
| - Afolkey - Bolton - Buckhorn Corners - Buena Vista - Damascus - Eleroy | - Epplyanna - Evarts - Florence - Kent - McConnell - Oneco | - Red Oak - Rock Grove - Scioto Mills - Waddams Grove - Winneshiek - Yellow Creek |

## Gliederung
Das Stephenson County ist in 18 Townships eingeteilt:
| Township           | Einwohner (2010) | FIPS     |
| ------------------ | ---------------- | -------- |
| Buckeye Township   | 1359             | 17-09226 |
| Dakota Township    | 815              | 17-18355 |
| Erin Township      | 410              | 17-24413 |
| Florence Township  | 1293             | 17-26506 |
| Freeport Township  | 25.638           | 17-27897 |
| Harlem Township    | 2275             | 17-32902 |
| Jefferson Township | 268              | 17-38284 |
| Kent Township      | 702              | 17-39610 |
| Lancaster Township | 1587             | 17-41885 |

| Township              | Einwohner (2010) | FIPS     |
| --------------------- | ---------------- | -------- |
| Loran Township        | 1442             | 17-44758 |
| Oneco Township        | 1331             | 17-56120 |
| Ridott Township       | 1451             | 17-64057 |
| Rock Grove Township   | 1388             | 17-65065 |
| Rock Run Township     | 2247             | 17-65143 |
| Silver Creek Township | 696              | 17-69953 |
| Waddams Township      | 807              | 17-78318 |
| West Point Township   | 3369             | 17-80788 |
| Winslow Township      | 633              | 17-82556 |

| Winslow Oneco Rock Grove Rock Run Ridott Silver Creek Florence Loran Jeffer- son Kent West Point Waddams Buckeye Dakota Lancaster Freeport Harlem Erin |

Die Stadt Freeport ist mit der Freeport Township identisch.